# George C. Stoney
George Cashel Stoney (1 de julio de 1916 - 12 de julio de 2012) fue un documentalista estadounidense, un educador y el "padre de la televisión de acceso público". Entre sus películas se encuentran All My Babies (1953), How the Myth Was Made (1979) y The Uprising of '34 (1995). All My Babies se inscribió en el National Film Registry en 2002. La vida y obra de Stoney fueron el tema de un volumen de Festschrift de la revista Wide Angle en 1999.

## Primeros años
George Cashel Stoney nació en 1916 en Winston-Salem, Carolina del Norte. Estudió inglés e historia en la Universidad de Carolina del Norte y se graduó en 1937. Posteriormente estudió en Balliol College en Oxford y recibió un Certificado de Cine en Educación de la Universidad de Londres. Trabajó en Henry Street Settlement House en el Lower East Side de Nueva York en 1938, como asistente de investigación de campo para Gunnar Myrdal y Ralph Bunche en su publicación An American Dilemma: The Negro Problem and Modern Democracy. También fue publicista de la Farm Security Administration cubriendo la difícil situación de los agricultores arrendatarios hasta que fue reclutado en 1942. Durante todo este tiempo, también escribió artículos independientes para muchos periódicos y revistas, incluidos The New York Times, The New Republic, Raleigh News and Observer y el Survey Graphic. Se desempeñó como oficial de inteligencia fotográfica en la Segunda Guerra Mundial.

## Carrera cinematográfica
En 1946, Stoney se unió al Southern Educational Film Service, escribiendo y dirigiendo películas educativas gubernamentales para sus electores. Rodando en Carolina del Norte, trabajó en Mr. Williams Wakes up en 1944 y Tar Heel Family en 1951 bajo la compañía. Luego pasó a crear películas para la Association of Medical Colleges y el North Carolina Film Board. En 1953, Stoney trabajó con la Association of Medical Colleges para escribir, dirigir y producir All My Babies: A Midwife's Own Story. La película sigue a Mary Francis Hill Coley, una partera afroamericana, mientras atiende a sus clientes y trabaja con médicos y enfermeras dentro del establecimiento médico para promover la educación y la cooperación dentro del campo médico moderno. La película recibió numerosos premios y fue incluida en el National Film Registry en 2002 por la Biblioteca del Congreso.
A fines de la década de 1960, Stoney fundó su propia compañía de producción, George C. Stoney Associates, y enseñó en la Universidad de Columbia, Universidad Stanford (1965-1967), y se convirtió en profesor en la Tisch School of the Arts de la Universidad de Nueva York en 1971. Fue profesor emérito en NYU hasta su muerte. Dirigió el proyecto Challenge for Change, un ala de producción de documentales socialmente activa del National Film Board of Canada de 1968 a 1970. Después de trabajar con Red Burns en el Desafío por un cambio, la pareja fundó el Alternate Media Center en 1972, que capacitó a los ciudadanos en las herramientas de producción de video para un nuevo medio, la televisión de acceso público. Uno de los primeros defensores de los medios democráticos, a menudo se cita a Stoney como el "padre de la televisión de acceso público". Con su trabajo en la televisión de acceso público, Stoney buscó democratizar las voces grabadas en un medio audiovisual compartiendo la autoridad a través de la participación de la comunidad.
En 1995, Stoney dirigió The Uprising of '34 sobre la Huelga Textil General en 1934. Para la producción de la película, más de 300 horas de entrevistas de extrabajadores de la fábrica, sus hijos y nietos, organizadores laborales, propietarios de fábricas y otras personas que experimentaron o fueron afectados por las huelgas.

## Legado y muerte
Stoney fue un miembro activo de la Junta Directiva de Manhattan Neighborhood Network (MNN) y Alliance for Community Media (ACM). Cada año, la ACM entrega el "Premio George Stoney" a una organización o individuo que haya hecho una contribución sobresaliente para promover el crecimiento y la experiencia de las comunicaciones comunitarias humanísticas.
Murió en paz a la edad de 96 años en su casa de la Ciudad de Nueva York.

## Filmografía
- Mr. Williams Wakes Up (1944) Escritor
- Feeling All Right! (1948) Escritor
- Palmour Street, A Study of Family Life (1949) Escritor/Director/Productor
- Tar Heel Family (1951) Escritor/Director/Productor
- Land and Life (1949) Escritor/Director/Productor
- A Concept of Maternal and Neonatal Care (1950) Director/Productor
- Birthright (1951) Escritor
- The American Road (1953) Director
- All My Babies: A Midwife's Own Story (1953) Escritor/Director/Productor
- Angels with Silver Wings (1953) Director/Productor
- The Invader (1955) Director
- The Secrets of the Heart (1955)
- The Boy Who Saw Through (1956) Director
- Proud Years (1956) Escritor/Director
- Second Chance (1956)
- Hail The Hearty (1956) Productor
- Cerebral Vascular Disease: The Challenge of Management (1959)
- Booked for Safekeeping (1960) Escritor/Director
- The Cry for Help (1962)
- The Mask (1963)
- The Newcomers (1963)
- Under Pressure (1964)
- The Man in the Middle (1966)
- You Are on Indian Land (1969) Productor
- VTR St-Jacques (1969) Productor
- Up Against the System (1969) Productor
- These Are My People... (1969) Productor
- The Prince Edward Island Development Plan, Part 1: Ten Days in September (1969) Productor
- The Prince Edward Island Development Plan, Part 2: Four Days in March (1969) Productor
- Mrs Case (1969) Productor
- A Young Social Worker Speaks Her Mind (1969) Productor
- Occupation (1970) Producer
- Introduction to Labrador (1970) Productor
- I Don't Think It's Meant for Us (1971) Productor
- God Help the Man Who Would Part with His Land (1971) Director
- When I Go. That's It! (1972) Director/Productor
- Hudson Shad (1974)
- Planning for Floods (1974)
- The Shepherd of the Night Flock (1975) Director/Productor
- How the Myth Was Made: A Study of Robert Flaherty's Man of Aran (1978) Director/Productor
- Acupuncture and Herbal Medicine (1978)
- In China Family Planning is No Private Matter (1978)
- The Weavers: Wasn't That a Time (1981) Productor
- Southern Voices: A Composer's Exploration with Sorrel Doris Hays (1985) Director
- How One Painter Sees (1988)
- We Shall Overcome (1989) Productor
- The Uprising of '34 (1995) Director
- Race or Reason: The Bellport Dilemma (2003) Productor
- What's Organic About Organic? (2010) Productor Consultor